# Гайанско-германские отношения
Гайанско-германские отношения — двусторонние дипломатические отношения между Гайаной и Германией.

## История
В 1966 году Гайана стала независимым государством и установила дипломатические отношения с Федеративной Республикой Германия. В 1994 года страны подписали двустороннее соглашение о защите и поощрении инвестиций. Федеративная Республика Германия способствует восстановлению экономики Гайаны в том числе путём списания задолженностей по кредитам. 16 сентября 2016 года страны отмечали 50-летие с момента установление дипломатических отношений.

## Торговля
В 2005 году страны G8 приняли решение смягчить бремя задолженности по кредитам для многих стран, включая Гайану. Германия финансирует проекты по защите тропических лесов: с 1998 года «Система охраняемых районов Гайаны» субсидировалась на общую сумму 24 млн. евро.

## Дипломатические миссии
- Свои интересы в Германии Гайана реализует через посольство в Блюсселе (Бельгия)[3].
- Интересы Германии в Гайане представлены через посольство в тринададском городе Порт-оф-Спейн. Ральф Хемзинг занимает должность почетного консула в генеральном консульстве Германии в Джорджтауне[4][5].